# Matteo Rubin (Fußballspieler)
Matteo Rubin (* 9. Juli 1987 in Bassano del Grappa) ist ein italienischer Fußballspieler.

## Karriere
Rubin unterschrieb seinen ersten Profivertrag für die damals in der 3. Liga spielende AS Cittadella und bestritt dort in zwei Jahren 24 Spiele. 2007 wurde er an den FC Turin verkauft, wurde hier drei Mal verliehen, 2012 verpflichtete ihn die AC Siena und verlieh ihn 2013 an Hellas Verona und 2014 an Chievo Verona.